# Lombardo Boyar
Lombardo Boyar (El Paso, 1º dicembre 1973) è un attore, comico e doppiatore statunitense.
Nella serie televisiva The Bernie Mac Show ha avuto un ruolo ricorrente come Chuy.

## Biografia
Di origini messicane, Boyar è nato e cresciuto a El Paso, in Texas.
Lombardo è un veterano dell'esercito degli Stati Uniti, dopo essere stato osservatore in avanti nella 82nd Airborne Division, pluridecorato nel corso del 1990.
L'attore è ricordato soprattutto per il ruolo di Ramon Garcia nella serie televisiva di Fox 24, e per quello di Eddie Tesoro in P.S. Your Cat Is Dead!. Il pubblico della TV via cavo anglofona può ricordare Boyar anche per aver doppiato Lawrence "Lars" Rodriguez nel cartone animato di Klasky-Csupo Rocket Power e con la sua performance live-action come Sergio del Rio sulla serie tv Over There di Steven Bochco. Oltre a saper doppiare le voci perfettamente sia in inglese che in spagnolo, Boyar ha anche dato la voce per alcune pubblicità.
Ha doppiato inoltre Gonzales nel videogioco del 2008 Turok.

## Filmografia parziale

### Attore

#### Cinema
- Tear It Down, regia di Jeff Boortz (1997)
- 17 and Under, regia di Greg Morgan (1997)
- EdTV, regia di Ron Howard (1999)
- Blink of an Eye, regia di Van Fischer (1999)
- Fuori in 60 secondi (Gone in Sixty Seconds), regia di Dominic Sena (2000)
- Brother (Burazā), regia di Takeshi Kitano (2000)
- Scene da un crimine (Scenes of the Crime), regia di Dominique Forma (2001)
- P.S. Your Cat Is Dead!, regia di Steve Guttenberg (2002)
- S1m0ne, regia di Andrew Niccol (2002)
- Never Get Outta the Boat, regia di Paul Quinn (2002)
- American Gun, regia di Aric Avelino (2005)
- Disastro a Hollywood (What Just Happened), regia di Barry Levinson (2008)
- Next Day Air, regia di Benny Boom (2009)
- Least Among Saints, regia di Martin Papazian (2012)
- Alien Spider (Big Ass Spider!), regia di Mike Mendez (2013)
- Halfway to Hell, regia di Richard Friedman (2013)
- Apes Revolution - Il pianeta delle scimmie (Dawn of the Planet of the Apes), regia di Matt Reeves (2014)
- Il fidanzato di mia sorella (Some Kind of Beautiful), regia di Tom Vaughan (2014)
- Tales of Halloween, regia collettiva (2015) - (episodio "This Means War")
- The Last Heist, regia di Mike Mendez (2016)
- Ulterior Motives: Reality TV Massacre, regia di Paul D. Hannah (2016)
- Babbo bastardo 2 (Bad Santa 2), regia di Mark Waters (2016)
- Pup Star: Better 2Gether, regia di Robert Vince (2017)
- Josie - Tentazioni pericolose (Josie), regia di Eric England (2018)
- Ricomincio da te - Endings, Beginnings (Endings, Beginnings), regia di Drake Doremus (2019)
- Satanic Hispanics, regia collettiva (2022) - (episodio "The Traveler")
- Buon Natale da Candy Cane Lane (Candy Cane Lane), regia di Reginald Hudlin (2023)
- The Accountant 2, regia di Gavin O'Connor (2025)

#### Televisione
- NYPD - New York Police Department (NYPD Blue) – serie TV, 3 episodi (1997-2001)
- Gia - Una donna oltre ogni limite (Gia ), regia di Michael Cristofer – film TV (1998)
- E.R. - Medici in prima linea (ER) – serie TV, episodio 4x15 (1998)
- Frasier – serie TV, episodi 6x10 (1998)
- Due poliziotti a Palm Beach (Silk Stalkings) – serie TV, 3 episodi (1998-1999)
- Becker - serie TV, episodio 1x13 (1999)
- X-Files (The X Files) – serie TV, episodi 7x12 (2000)
- Six Feet Under – serie TV, episodi 1x4 (2001)
- The Bernie Mac Show – serie TV, 34 episodi (2001-2006)
- 24 – serie TV, 2 episodi (2003)
- Senza traccia - serie TV, 1 episodio (2005)
- Modern Family – serie TV, episodi 1x18 (2010)
- Jessie – serie TV, episodi 3x10-3x11-3x14 (2014)
- Murder in the First - serie TV, 32 episodi (2014-2016)
- Station 19 – serie TV, (2020-2021)

### Doppiatore
- Happy Feet (2006)
- Beverly Hills Chihuahua (2008)
- Turok - videogioco (2008)
- Happy Feet 2 (2011)

## Doppiatori italiani
Nelle versioni in italiano delle opere in cui ha recitato, Lombardo Boyar è stato doppiato da:
- Luigi Ferraro in Cold Case - Delitti irrisolti, The Closer
- David Chevalier in Brother
- Alessio Cigliano in X-Files
- Fabio Boccanera in 24
- Eugenio Marinelli in The Shield
- Carlo Scipioni in CSI: Miami
- Alberto Caneva in Modern Family
- Raffaele Palmieri in Apes Revolution - Il pianeta delle scimmie
- Nanni Baldini ne Il fidanzato di mia sorella
- Silvio Pandolfi in Murder in the First
- Vladimiro Conti in S.W.A.T.
- Francesco Meoni in Station 19 (ep. 4x02, 5x15)
- Francesco Sechi in Station 19 (ep. 4x10)
- Gianluca Machelli in Avvocato di difesa - The Lincoln Lawyer
- Diego Suarez in The Accountant 2

Da doppiatore è stato sostituito da:
- Luca Dal Fabbro in Happy Feet, Happy Feet 2
- Claudio Beccari in Turok